# Tita Larasati
Dwinita Larasati
Dwinita Larasati, née à Jakarta en 1972, souvent plus connue sous son diminutif et pseudonyme Tita Larasati, est une dessinatrice industrielle et dessinatrice indonésienne de bande dessinée. Elle est chargée de cours en design industriel à l'Institut de technologie de Bandung (ITB).
Son travail de conception industrielle se concentre sur la durabilité et l'utilisation du bambou.
En tant qu'artiste de bande dessinée et éditrice, elle est une pionnière dans le genre du « journal graphique » en matière de bande dessinée autobiographique indonésienne.

## Biographie

### Jeunesse et formation
Dwinita Larasati naît en 1972 à Jakarta, la capitale de l'Indonésie. Elle effectue d'abord des études à l'Institut technologique de Bandung, elle en est diplômée en 1997. Elle part ensuite aux Pays-Bas pour y continuer ses études, obtient une maîtrise de la Design Academy Eindhoven, puis un doctorat de l'université de technologie de Delft en 2007.

### Premières bandes dessinées autobiographiques
Dwinita Larasati commence à dessiner en 1995 lors d'un stage de design en Allemagne, elle dessine afin de rester en contact avec sa famille. Elle a dit plus tard: « J'étais trop paresseuse pour écrire », alors elle commence à leur télécopier des bandes dessinées autobiographiques qui sont photocopiées et diffusées à l'intention de la famille et des amis par sa mère.

### Dessinatrice et éditrice
Après son retour en Indonésie, Dwinita Larasati est la cofondatrice du Curhat Anak Bangsa (« Effusion d'une nation ») avec Rony Amandi en 2008. Cet organisme publie des journaux graphiques en bande dessinée, réalisés par elle-même et par d'autres femmes comme Sheila Rooswitha Putri et Azisa Noor. Quatre des journaux ou romans graphiques en bande dessinée de Dwinita Larasati sont publiés par Curhat Anak Bangsa (CAB) : Curhat Tita (Tita raconte ses histoires), Transition, Back in Bandung (De retour à Bandung) et Kidstuff.
Back in Bandung est la première bande dessinée indonésienne traduite dans une autre langue, elle est en effet publiée en français sous le titre Retour à Bandung en 2016 aux Editions çà et là. Beaucoup de ses bandes dessinées se concentrent sur ses difficultés en tant qu'expatriée en Europe et son retour en Indonésie après une longue absence. Elle est citée comme une artiste de bande dessinée indonésienne clé qui n'a pas été influencée par les mangas japonais.
Dwinita Larasati est la secrétaire générale et l'une des fondatrices du Bandung Creative City Forum (BCCF),. Elle est également la présidente du Comité d'économie créative de Bandung.